# Moyvillers
Moyvillers és un municipi francès, situat al departament de l'Oise i a la regió dels Alts de França. L'any 2007 tenia 579 habitants.

## Demografia

### Població
El 2007 la població de fet de Moyvillers era de 579 persones. Hi havia 224 famílies de les quals 44 eren unipersonals (24 homes vivint sols i 20 dones vivint soles), 84 parelles sense fills, 88 parelles amb fills i 8 famílies monoparentals amb fills.
La població ha evolucionat segons el següent gràfic:
Habitants censats

### Habitatges
El 2007 hi havia 238 habitatges, 224 eren l'habitatge principal de la família, 8 eren segones residències i 6 estaven desocupats. 235 eren cases i 1 era un apartament. Dels 224 habitatges principals, 185 estaven ocupats pels seus propietaris, 36 estaven llogats i ocupats pels llogaters i 3 estaven cedits a títol gratuït; 3 tenien una cambra, 9 en tenien dues, 28 en tenien tres, 58 en tenien quatre i 126 en tenien cinc o més. 203 habitatges disposaven pel capbaix d'una plaça de pàrquing. A 82 habitatges hi havia un automòbil i a 121 n'hi havia dos o més.

### Piràmide de població
La piràmide de població per edats i sexe el 2009 era:
| Homes | Edats   | Dones |
| ----- | ------- | ----- |
| 0     | 95 o +  | 0     |
| 0     | 90 a 94 | 0     |
| 4     | 85 a 89 | 4     |
| 4     | 80 a 84 | 4     |
| 8     | 75 a 79 | 12    |
| 8     | 70 a 74 | 20    |
| 4     | 65 a 69 | 4     |
| 4     | 60 a 64 | 20    |
| 4     | 55 a 59 | 0     |
| 36    | 50 a 54 | 12    |
| 24    | 45 a 49 | 32    |
| 28    | 40 a 44 | 32    |
| 16    | 35 a 39 | 12    |
| 4     | 30 a 34 | 16    |
| 24    | 25 a 29 | 8     |
| 20    | 20 a 24 | 12    |
| 16    | 15 a 19 | 16    |
| 24    | 10 a 14 | 12    |
| 20    | 5 a 9   | 24    |
| 8     | 0 a 4   | 8     |

## Economia
El 2007 la població en edat de treballar era de 391 persones, 298 eren actives i 93 eren inactives. De les 298 persones actives 279 estaven ocupades (155 homes i 124 dones) i 19 estaven aturades (14 homes i 5 dones). De les 93 persones inactives 36 estaven jubilades, 22 estaven estudiant i 35 estaven classificades com a «altres inactius».

### Ingressos
El 2009 a Moyvillers hi havia 225 unitats fiscals que integraven 593,5 persones, la mediana anual d'ingressos fiscals per persona era de 22.265 €.

### Activitats econòmiques
Dels 36 establiments que hi havia el 2007, 8 eren d'empreses de construcció, 10 d'empreses de comerç i reparació d'automòbils, 2 d'empreses d'hostatgeria i restauració, 1 d'una empresa d'informació i comunicació, 2 d'empreses financeres, 1 d'una empresa immobiliària, 4 d'empreses de serveis, 1 d'una entitat de l'administració pública i 7 d'empreses classificades com a «altres activitats de serveis».
Dels 16 establiments de servei als particulars que hi havia el 2009, 1 era un taller de reparació d'automòbils i de material agrícola, 1 taller d'inspecció tècnica de vehicles, 1 autoescola, 1 paleta, 2 guixaires pintors, 2 fusteries, 2 electricistes, 2 perruqueries, 1 veterinari, 2 restaurants i 1 saló de bellesa.
Dels 3 establiments comercials que hi havia el 2009, 2 eren supermercats i 1 una joieria.

## Equipaments sanitaris i escolars
El 2009 hi havia una escola elemental integrada dins d'un grup escolar amb les comunes properes formant una escola dispersa.

## Poblacions més properes
El següent diagrama mostra les poblacions més properes.